# Blavoetins et Ingrekins
Les Blavoetins (ou Blaumontins ou pieds bleus) sont, au XIIe siècle et au début du XIIIe siècle, des insurgés de Flandre, une des deux fractions rivales qui s'opposaient, face aux Ingrekins. Les Ingrekins étaient la faction soutenant les nobles tandis les Blavoetins soutenaient les roturiers.

## Contexte
Louis Lemaire, dans son livre Histoire de Dunkerque : (des origines à 1900), retrace la rivalité:

« Dès l'année 1136 on voit les serfs s'insurger contre leurs seigneurs. ... Un certain Arnoul, avoué de Thérouanne, aurait réussi à se créer un parti dans les villes de Dunkerque, Bergues et Furnes et à soulever la population. Plus tard, la division se mit parmi ses partisans. Ils se fractionnèrent en deux groupes: les Blavoetins, du nom de leur chef Blavoet, qui s'opposèrent aux Ingrekins que commandait Sigebert Ingerick, resté fidèle au Comte et qui se livrèrent une guerre sans merci. »

— Louis Lemaire, Histoire de Dunkerque : (des origines à 1900), page 23

« Mais de nouveau, l'insurrection gronde en Flandre. Les impositions extraordinaires établies pour faire face aux préparatifs de la Croisade avaient réveillé les anciennes rivalités des Ingrekins et Blavoetins. »

— Louis Lemaire, Histoire de Dunkerque : (des origines à 1900), page 26

## Déroulement des évènements
L'ancienne comtesse de Flandre Mathilde de Portugal favorisant les Ingrekins, les Blavoetins ravagèrent une de ses possessions à Furnes. Elle envoya contre eux le châtelain de Saint-Omer qui les dispersa, mais ils se regroupèrent de plus belle et vinrent en 1206 assiéger Bergues, faisant partie de son douaire. Mathilde réfugiée à l'abbaye Saint-Winoc de Bergues dut fuir à Lille. 
Menés par Herbert de Wulferinghen et Walter d'Hondschoote (ou selon une autre source Herbert de Wulfenghem et Gauthier de Hondschoote), ils furent écrasés par les Ingrekins qui en tuèrent plus de 3000. Le combat eut lieu un lundi qui porta ensuite dans la région le nom de lundi rouge (de rood maendag) en raison du sang versé.
Réconcilié avec Mathilde, Arnould, comte de Guînes, négocia avec les insurgés pour elle et ramena la paix.